# Urobilinogênio
Urobilinogênio  é o produto final do trabalho das bactérias intestinais sobre a bilirrubina. Uma parte do urobilinogênio é reabsorvida, levada a circulação e excretada pelo rim. Lá o urobilinogênio é convertido a urobilina, substância presente na urina, parcialmente responsável por sua cor amarelada (o principal pigmento da urina é o urocromo). Isto constitui o "ciclo enterohepático do urobilinogênio normal". O urobilinogênio remanescente no intestino (estercobilinogênio) é oxidado a estercobilina, substância de cor marrom que dá as fezes sua cor característica.

## Manifestações Clínicas
Uma quantidade aumentada de bilirrubina formada na hemólise, leva a uma concentração aumentada de urobilinogênio no intestino. Em doenças hepáticas (como a hepatite) o ciclo enterohepático do urobilinogênio é inibido, o que diminui os níveis intestinais de urobilinogênio e aumenta a concentração de bilirrubina conjugada no fígado, já que ela não conseguirá se converter em urobilinogênio pela não interação com a microbiota intestinal.
Numa obstrução biliar, uma baixa quantidade de bilirrubina conjugada chega ao intestino para a conversão a urobilinogênio. Com uma limitada quantidade de urobilinogênio disponível para reabsorção e excreção, a quantidade de urobilina encontrada na urina é baixa, tão como a de estercobilina nas fezes. Altas concentrações, no fígado, de bilirrubina conjugada, que é solúvel, entram na circulação onde são excretadas através dos rins. Esses mecanismos são responsáveis pela urina escura e fezes claras observadas no obstrução biliar.

## Valores anormais
Ausência de urobilinogênio na urina pode ser resultado de icterícia completa obstrutiva ou de tratamentos com antibióticos de amplo espectro, que destroem a flora bacteriana intestinal, além de uma falha na produção de bilirrubina ou obstrução de sua passagem.
Baixa concentração de urobilinogênio pode ser resultado de icterícia enzimática congênita (síndromes hiperbilirrubínicas) ou de tratamento com drogas que acidificam a urina, como ácido ascórbico ou cloreto de amônio.
Níveis elevados podem indicar icterícia hemolítica, sobrecarga hepática, quebra excessiva de hemácias, produção de urobilinogênio aumentada, reabsorção - um grande hematoma, função hepática comprometida, infecção hepática, envenenamento ou cirrose hepática.